# Kanton Montivilliers
Kanton Montivilliers (fr. Canton de Montivilliers) je francouzský kanton v departementu Seine-Maritime v regionu Horní Normandie. Skládá se z 11 obcí.

## Obce kantonu
- Cauville-sur-Mer
- Épouville
- Fontaine-la-Mallet
- Fontenay
- Manéglise
- Mannevillette
- Montivilliers
- Notre-Dame-du-Bec
- Octeville-sur-Mer
- Rolleville
- Saint-Martin-du-Manoir